# Obręb (powiat żuromiński)
Obręb – wieś w Polsce położona w województwie mazowieckim, w powiecie żuromińskim, w gminie Lutocin. Ma status sołectwa.
Prywatna wieś szlachecka Obrąb położona była w drugiej połowie XVI wieku w powiecie sierpeckim województwa płockiego. W latach 1975–1998 miejscowość należała administracyjnie do województwa ciechanowskiego.